# Marinette Dupain-Cheng
Marinette Dupain-Cheng es la protagonista femenina de la serie televisiva animada Miraculous: las aventuras de Ladybug, creada por Thomas Astruc. Se la representa como una estudiante adolescente francesa de origen chino-italiano, que aspira a convertirse en diseñadora de moda y cuyos padres son dueños de una panadería. Después de pasar la prueba del Maestro Fu, el guardián de los objetos mágicos llamados Miraculous, al ayudarlo, Marinette es elegida como un futuro superhéroe junto a Cat Noir. Como resultado, recibe un par de aretes conocidos como Ladybug Miraculous, que cuando se usan le otorgan a Marinette la capacidad de transformarse en Ladybug, su alias de superhéroe. El objetivo de Ladybug y Cat Noir es proteger a París del villano Hawk Moth y derrotarlo por completo. Desconocida para Marinette, la identidad civil de Cat Noir es Adrien Agreste, un compañero de clase por quien siente algo. Como poseedor de un Miraculous, Marinette es asistida por una pequeña criatura roja que se parece a una mariquita llamada Tikki, que es un ser mágico conocido como kwami. Como Ladybug, la habilidad característica de Marinette es la creación. Marinette aparece en la mayoría de los medios de Miraculous, incluida la serie principal, el juego de carrera móvil y los cómics.

## Desarrollo

### Concepto y creación
La identidad de superhéroe de Marinette Dupain-Cheng, Ladybug, se inspiró en una mujer joven que vestía una camiseta con una mariquita representada en ella; ella pertenecía al equipo de producción de otro programa que también incluía a Thomas Astruc, el creador de la serie de televisión animada Miraculous: Tales of Ladybug & Cat Noir. Astruc declaró que se había hecho amigo de ella, y después de esto, comenzaron a crear e "intercambiar notas adhesivas con temas de mariquitas"; una nota dibujada por Astruc retrataba a la mujer como un superhéroe con temática de mariquita. Astruc no sabía de la existencia de un superhéroe relacionado con una mariquita y sintió que este personaje sería bueno. Como resultado, se conceptualizó el personaje de Ladybug. Astruc pensó que un superhéroe basado en esta idea no se había creado previamente por no ser lo suficientemente masculino. El peinado de Marinette también fue concebido usando el corte de pelo de la mujer como modelo. Astruc dijo que el poder de Ladybug estaba relacionado con la suerte, ya que las mariquitas están asociadas con la buena suerte. Comentó que el personaje de Ladybug es comparable a Spider-Man.
Astruc afirmó que si bien Marinette es una chica de acción, esto no le impide vestirse de rosa. Él caracterizó a Ladybug como un personaje "asombroso", especial, muy positivo y brillante. También la describió como su personaje favorito de la serie. Astruc esperaba que los niños vieran a Ladybug como un ejemplo positivo, y que se convirtiera en la mascota de París, apareciendo en folletos en las entradas de los museos para inspirar a los niños a visitarlos. Con respecto a Marinette y Adrien Agreste, comentó que había deseado representar personajes "soleados" e inspiradores. Astruc mencionó que Ladybug es una de las dos "adolescentes más poderosas" junto a Cat Noir, ya que tiene el poder de la creación. Dijo que manejar la dinámica entre las identidades de Marinette y Adrien era entretenido. Astruc dijo que las parejas de superhéroes como la que consta de Ladybug y Cat Noir son poco comunes en los programas, y sintió que los espectadores disfrutan de la situación amorosa formada entre los dos. Una fuente de inspiración para el dúo de la mariquita y el gato negro fue una de las relaciones románticas anteriores de Astruc. Astruc declaró que, mientras hubiera un villano en el programa, una relación romántica entre Marinette y Adrien solo podría suceder bajo ciertas circunstancias y debería manejarse con cuidado.

### Voz

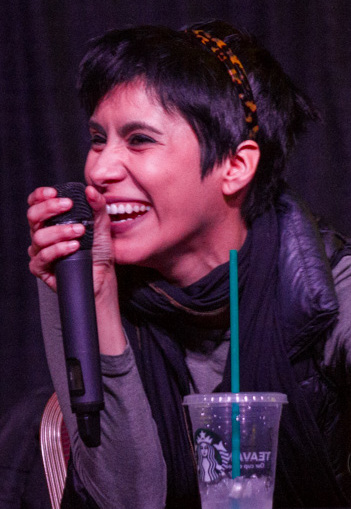
Cristina Valenzuela le da la voz de Marinette en la versión inglesa de la serie

Cristina Vee da voz a Marinette en el doblaje en inglés. Vee declaró que ama a Marinette, describiéndola como uno de sus personajes favoritos que ella expresó. Dijo que Marinette le recuerda al personaje de Sailor Moon, comentando que "trabajar en el programa" le había dado "los mismos sentimientos" que los que había experimentado mientras "veía crecer a Sailor Moon cuando era niña". Dijo que había hecho una audición para el papel de Marinette considerablemente, probablemente más de lo que había hecho anteriormente para otros personajes. Vee dijo que obtuvo por primera vez el guion para la audición alrededor de un año antes de ser elegida, y agregó que no recibió una respuesta después de la audición. Después de esto, había adquirido el guion una vez más, y después de la audición, recibió dos devoluciones de llamada. Afirmó que desde que había visto el diseño del personaje y el guion de Marinette, sabía que "quien fuera elegido para interpretar a este personaje, Ladybug, sería la chica más afortunada", precisamente "la actriz de voz más afortunada". Después de leer el guion por primera vez, Vee sintió que Marinette era una versión "en papel" de sí misma. Vee dijo que se había enamorado de Ladybug de inmediato. Ella comentó que no había estado al tanto de la existencia de este programa antes de audicionar para el papel de Marinette, lo que la sorprendió ya que se mantuvo al día con las noticias relacionadas con el anime. Después de la audición y antes de recibir las devoluciones de llamada, se enteró del video promocional de anime de la serie. Después de ver el video, comenzó a querer aún más el papel.
Vee dijo que se parece mucho a Marinette, a veces siendo "bastante tímida y torpe" y tropezando con sus "palabras y pies". Si bien le gustaba que Marinette fuera cariñosa con Adrien y "a veces mezcla sus palabras", Vee consideraba "luchar contra el crimen como Ladybug" como "su parte favorita" de expresarla, afirmando que disfrutaba los momentos en que Marinette decía sus frases específicas para ella. transformación en Ladybug y por usar su característica habilidad de superhéroe. Ella mencionó que Marinette y Adrien aprender sobre las identidades del otro sería "emocionante", y agregó que deseaba ver cómo "trabajarían juntos de una manera diferente para combatir el crimen". Vee caracterizó este programa como "asombroso", afirmando que nunca antes había visto una animación como esta y que "cada episodio es tan hermoso". Ella describió la segunda temporada de la serie como "impresionante". Con respecto al episodio especial de Navidad, Vee esperaba que contuviera momentos centrados en Marinette y Adrien.
Muchos actores de voz audicionaron para los papeles de los personajes principales, incluida Marinette, cuando comenzó el casting de la serie. Ezra Weisz, el director de voz de Miraculous, dijo que el personal a cargo del casting había deseado que Marinette sonara segura pero no excesivamente orgullosa como superhéroe, y habían querido encontrar a alguien cuya voz pudiera distinguir la identidad civil de Marinette de su yo de superhéroe. Weisz mencionó que Vee hace un trabajo extraordinario al dar voz a Marinette. Dijo que Vee "tiene una calidad de heroína joven en su voz", y agregó que siempre había deseado que Vee "fuera un superhéroe real" ya que sentía que ella era un superhéroe "en la vida real". Weisz comentó que Vee retrata la idea de un adolescente nervioso que se avergüenza mucho de la persona que ama. Dijo que cuando Vee "se transforma en Ladybug, consigue poner su confianza", afirmando que esto es precisamente lo que emana en la cabina vocal.
Jared Wolfson mencionó que Vee es enérgico. Dijo que tiene una "hermosa personalidad", y la describió como "tan dulce", "tan amable" y "genial". Afirmó que en el estudio de grabación, Vee "pasa de la dulce Marinette a Ladybug", y agregó que "ella es Ladybug en esa habitación" y que esto es "muy divertido de ver".
Anouck Hautbois le da voz a Marinette en la versión francesa de la serie. Thomas Astruc consideró a Hautbois y al resto del elenco francés como fantásticos.«Miraculous, the worldwide phenomenon». ON kids and family. Archivado desde el original el 26 de octubre de 2018. Consultado el 30 de octubre de 2018.</ref> Thomas Astruc describió el reparto francés de la serie, incluyendo Bollen, como fantástico.